# Кавунівка (Василівський район)
Кавуні́вка — село в Україні, у Роздольській сільській громаді Василівського району Запорізької області. Населення становить 120 осіб. До 2017 орган місцевого самоврядування - Роздольська сільська рада.

## Географія
Село Кавунівка знаходиться на відстані 1 км від села Завітне та за 2 км від села Нове Поле. Поруч із селом проходить третій Магістральний канал.

## Назва
На території України 2 населених пункти з назвою Кавунівка.

## Історія
1921 рік — дата заснування як села Юртук.
В 1943 році перейменоване в село Зелене.
В 1964 році перейменоване в село Кавунівка.
12 червня 2020 року, відповідно до розпорядження Кабінету Міністрів України № 713-р «Про визначення адміністративних центрів та затвердження територій територіальних громад Запорізької області», увійшло до складу Роздольської сільської громади.
19 липня 2020 року, в результаті адміністративно-територіальної реформи та ліквідації  Михайлівського району та Токмацького районів населені пункти  громади увійшли до складу Василівського району.